# Apa (serpa)
Apa (születési nevén Lhakpa Tenzing Sherpa (1960. január 20.– ) nepáli serpa, az első ember, aki 21 alkalommal mászta meg a Föld legmagasabb hegyét, a Mount Everestet 1990 és 2011 között, többször, mint őelőtte bárki más. 2013 óta közösen tartja ezt a rekordot egy másik nepáli serpával, Phurba Tashival.

## Élete

### Korai évei
Lhakpa Tenzing Sherpa a himalájai Thame településen született Nepálban, a kínai határ közelében, egy négy fiút és két lányt nevelő család legidősebb fiúgyermekeként. 12 éves korában meghalt az apja, attól kezdve rá hárult a család fenntartásának felelőssége, ezért iskolai tanulmányait abbahagyva hegymászócsoportok teherhordójaként kezdett pénzt keresni. Hegymászói pályája 1985-ben indult, attól fogva egyre több mászócsoport teherhordója és szakácsa lett, de egészen 1990-ig nem volt lehetősége arra, hogy feljusson a Himalája legmagasabb csúcsára.

### Családalapítás után
1988-ban kötött házasságot Yangjin nevű feleségével, aki abban az időben szintén Thame településen élt; két fiuk — Tenjing és Pemba —, valamint egy Dawa nevű lányuk született. A család később az Amerikai Egyesült Államokba költözött, a jobb megélhetés reményében, illetve azért, hogy a gyerekek jobb oktatásban részesülhessenek; jelenleg Utah államban, Draper településen élnek.
2009 áprilisában létrehozta az Apa Sherpa Alapítványt, azzal a céllal, hogy segítséget tudjon nyújtani a nepáli gazdaság és az ottani oktatási rendszer fejlesztéséhez. Amikor éppen nem vesz részt expedíciókon, akkor egy precíziós gépeket gyártó üzemben dolgozik Salt Lake Cityben.

## Hegymászó pályája
Első alkalommal a negyedik kísérlete során jutott fel a Mount Everest csúcsára, 1990. május 10-én, egy új-zélandi csoport tagjaként, mely csoport vezetője Rob Hall, egyik tagja pedig Peter Hillary, az Everestet elsőként meghódító Edmund Hillary fia volt. Ettől kezdve számos magashegyi expedíción vett részt, 1990 és 2011 között — két év kivételével — minden esztendőben feljutott a csúcsra. Összesen 21 eredményes csúcstámadásának szinte mindegyike — három kivétellel — májusban történt, 1992-ben pedig kétszer is járt a 8848 méteres magaslaton.
A 2010 májusi expediciója kapcsán azt nyilatkozta, hogy az Everest megmászása az elmúlt időszakban nehezebbé vált, a jég olvadása miatt; mint mondta, látható hatásai vannak a globális felmelegedésnek az Everesten.

### Sikeres csúcstámadásai a Mount Everesten
Apa az élete során 21 alkalommal mászta meg a Mount Everestet, ezzel rekordot állítva fel, hiszen őelőtte senki nem jutott fel ennyiszer a Föld legmagasabb pontjára. Az eredményes feljutások mellett részt vett jó pár sikertelen kísérletben is.
| #  | Dátum             | Expedíció                                           |
| -- | ----------------- | --------------------------------------------------- |
| 1  | 1990. május 10.   | nemzetközi                                          |
| 2  | 1991. május 8.    | Sherpa Support/American Lhotse                      |
| 3  | 1992. május 12.   | új-zélandi                                          |
| 4  | 1992. október 7.  | nemzetközi                                          |
| 5  | 1993. május 10.   | amerikai                                            |
| 6  | 1994. október 10. | nemzetközi                                          |
| 7  | 1995. május 15.   | American On Sagarmatha                              |
| 8  | 1997. április 26. | indonéziai                                          |
| 9  | 1998. május 20.   | EEE                                                 |
| 10 | 1999. május 26.   | Asian-Trekking                                      |
| 11 | 2000. május 24.   | Everest Environmental Expedition                    |
| 12 | 2002. május 16.   | Swiss Everest 50th Anniversary Expedition 1952–2002 |
| 13 | 2003. május 26.   | American Commemorative Expedition                   |
| 14 | 2004. május 17.   | Dream Everest Expedition 2004                       |
| 15 | 2005. május 31.   | Climbing for a cure                                 |
| 16 | 2006. május 19.   | Team No Limit                                       |
| 17 | 2007. május 16.   | Super Sherpas                                       |
| 18 | 2008. május 22.   | The Eco Everest Expedition                          |
| 19 | 2009. május 21.   | The Eco Everest Expedition                          |
| 20 | 2010. május 22.   | The Eco Everest Expedition                          |
| 21 | 2011. május 11.   | The Eco Everest Expedition                          |

### A 2009-es feljutás
Apa már 2009-ben rekordot döntött, amikor tizenkilencedik alkalommal elérte az Everest legmagasabb pontját. Ebben az évben a The Eco Everest Expedition tagjaként járt a csúcson, az expedíciót Bill Burke vezette, a csoport célja pedig az volt, hogy felhívja a figyelmet a klímaváltozás veszélyeire. A csoport fél órát töltött a csúcson, erre az időre egy transzparenst feszítettek ki, "Stop Climate Change" ("Állítsuk meg a klímaváltozást!") felirattal. Lefelé jövet a csoport nem kevesebb, mint öt tonna, zömmel a korábbi hegymászók által elhagyott szemetet gyűjtott össze és hozott le a hegyről; az általuk összeszedett hulladékok között temérdek sok konzervdoboz és elhagyott hegymászó felszerelés mellett egy balesetet szenvedett helikopter roncsainak darabjai is ott sorakoztak. Az expedíciónak egy halálos áldozata is volt: Apa egyik barátját és serpatársát, Lhakpa Nurut 2009. május 7-én egy lavina ragadta magával.

## Fordítás
- Ez a szócikk részben vagy egészben  az   Apa Sherpa című angol Wikipédia-szócikk fordításán alapul.  Az eredeti cikk szerkesztőit annak laptörténete sorolja fel. Ez a jelzés csupán a megfogalmazás eredetét és a szerzői jogokat jelzi, nem szolgál a cikkben szereplő információk forrásmegjelöléseként.

## Külső hivatkozások
- Apa hivatalos weboldala)
- Az Apa Sherpa Alapítvány weboldala
- Portré Apa serpáról